# Deep Forest (álbum)
| DEEP FOREST               | DEEP FOREST               | DEEP FOREST               |
| Álbum de Do As Infinity   | Álbum de Do As Infinity   | Álbum de Do As Infinity   |
| ------------------------- | ------------------------- | ------------------------- |
| Lanzamiento               | 19 de septiembre del 2001 | 19 de septiembre del 2001 |
| Grabación                 | 2001                      | 2001                      |
| Género                    | J-Rock/J-Pop              | J-Rock/J-Pop              |
| Duración                  | 50:43                     | 50:43                     |
| Discográfica              | Avex Trax                 | Avex Trax                 |
| Productor(es)             | Dai Nagao, Seiji Kameda   | Dai Nagao, Seiji Kameda   |
| Calificación profesional  |                           |                           |
|                           |                           |                           |
| Cronología Do As Infinity |                           |                           |
| NEW WORLD (2001)          | DEEP FOREST (2001)        | Do The Best (2002)        |

DEEP FOREST es el tercer álbum de estudio de la banda de rock japonesa Do As Infinity lanzado el 19 de septiembre del 2001.
El título del álbum viene del sencillo anteriormente lanzado «Fukai Mori», que efectivamente significa Deep Forest en inglés. Este álbum es considerado uno de los mejores de toda la carrera discográfica de Do As Infinity, conteniendo las canciones más exitosas de la banda como «Fukai Mori», «Tooku Made», «Week!» y «Boukensha Tachi».
Primeras ediciones lanzadas del álbum fueron limitadas a sólo unos cuantos cientos de copias; incluía una caja para proteger el CD, aparte de un remix de bonus track.

## Lista de canciones
1. "Fukai Mori" (深い森 Bosque Profundo?)
2. "Tooku Made" (遠くまで A lo lejos?)
3. "Tadaima" (タダイマ Estoy en casa?)
4. "Get Yourself"
5. "Tsubasa no Keikaku" (翼の計画 Proyecto de Alas?)
6. "Kouzou Kaikaku" (構造改革 Cambio Estructural?)
7. "Koi Otome" (恋妃 Princesa del Amor?)
8. "Week!"
9. "Hang Out"
10. "Boukensha Tachi" (冒険者たち Aventureros?)
11. "Enrai" (遠雷 Trueno Distante?)
12. "Signal" (シグナル Señal?) (Álbum Remix) Sólo en edición limitada

- Datos: Q1934505